# Zirconium(III)-chlorid
Zirconium(III)-chlorid ist eine anorganische chemische Verbindung des Zirconiums aus der Gruppe der Chloride.

## Gewinnung und Darstellung
Zirconium(III)-chlorid kann durch Reduktion von Zirconium(IV)-chlorid mit Zirconium oder Aluminium gewonnen werden.
{\displaystyle \mathrm {3\ ZrCl_{4}+Zr\longrightarrow 4\ ZrCl_{3}} }
{\displaystyle \mathrm {3\ ZrCl_{4}+Al\longrightarrow 3\ ZrCl_{3}+AlCl_{3}} }

## Eigenschaften
Zirconium(III)-chlorid kommt in zwei Modifikationen vor. α-Zirconium(III)-chlorid ist ein blauschwarzes Kristallpulver mit trigonaler Kristallstruktur isotyp zu der von α-Titan(III)-chlorid mit der Raumgruppe P3m1 (Raumgruppen-Nr. 164), a = 5,961 Å, c = 9,669 Å. Die β-Modifikation liegt als olivgrüne Nadeln vor und besitzt eine hexagonale Kristallstruktur mit der Raumgruppe P63/mcm (Nr. 193), a = 6,382 Å, c = 6,135 Å. An Luft oxidiert es zu ZrOCl2.